# Universidad Central de Chile
Die Universidad Central de Chile (deutsch: Zentrale Universität von Chile) ist eine private Universität in Santiago de Chile und wurde 1982 gegründet. 1993 wurde diese als erste private Hochschule des Landes unabhängig.

## Fakultäten
- Fakultät für Architektur
- Fakultät für Bildungswissenschaften
- Fakultät für Ingenieurwissenschaften
- Fakultät für Kommunikationswissenschaft
- Fakultät für Politikwissenschaft und Regierungschefs
- Fakultät für Rechtswissenschaft
- Fakultät für Sozialwissenschaften
- Fakultät für Wirtschaftswissenschaften und Management
- Santiago Community College